# 亚当·斯密
亞當·斯密（英語：Adam Smith，1723年6月5日（受洗）—1790年7月17日），18世紀苏格兰哲学家、经济学家，常被譽為「經濟學之父」或「資本主義之父」。他寫了兩本經典著作：《道德情操論》和《国民财富的性质和原因的研究》（或簡稱為《國富論》），其中《國富論》試圖闡述欧洲產業和商業發展歷史，是第一本現代的系統化經濟學著作，被視爲經濟學思想發展的里程碑。這一著作提出了許多經典理論，包括自由市场经济、劳动分工、絕對利益和市场自发调节等觀念，奠定了古典自由市場經濟理論的基礎。他的著作整體而言对经济学、政治哲学和道德哲学的发展产生了深远的影响。
斯密早年在格拉斯哥大學和牛津大学贝利奥尔学院學習道德哲學。畢業後他在愛丁堡大學成功舉辦了一系列公開演講，並和另一位蘇格蘭啟蒙運動的代表人物大卫·休谟建立深厚的哲學友誼。斯密隨後獲得格拉斯哥大學的教授職位，在課堂上講授道德哲學和經濟學等主題。他在教學期間同時撰寫並出版了《道德情操論》。接著他擔任了一名貴族的家庭教師，藉此機會遊歷歐洲，並結識了啟蒙運動時期其他的知識領袖。
為了回應當時透過減少進口、增加出口來保護國家市場和商人的常見政策（即後世所謂的重商主義） ，斯密寫出了《國富論》，奠定了古典自由市場經濟理論的基礎。在這本書和其他著作中，他發展了勞動專業分工的概念，並闡述了個體理性的自身利益和競爭如何帶來整體的經濟繁榮。

## 生平

### 早年與求學
斯密生於蘇格蘭伐夫郡的柯科迪，確切的出生日期並不清楚，他在1723年6月5日於柯科迪受洗。與他同名的父親身兼當地的律師、檢察官及海關官員等職務，而斯密的母親瑪格麗特·道格拉斯（Margret Douglas）則是老亞當·斯密的第二任妻子。父親在斯密出生前5個月便已去世，因此他由母親撫養長大。在大約4歲時，斯密曾被一群吉普賽人誘拐，不過很快便被他的叔叔救回。
6歲到14歲之間，斯密在柯科迪市立中學學習了拉丁文、英语、算术，也閱讀歷史和古典詩歌。在大約14歲時，斯密進入了格拉斯哥大學，在他稱為「永遠難忘的」（the never to be forgotten）法蘭西斯·哈奇森的教導下研讀道德哲學。哈奇森的寬容態度、以及對霍布斯與普芬多夫等人強調人性中自私面向的學說進行批判，都對斯密帶來深刻的啟發。
1740年，斯密領取斯內爾獎學金進入了牛津大学贝利奥尔学院，然而他後來在《國富論》中抱怨牛津大學裡的教授過於怠惰，講課內容也顯得生硬呆板。他在給親戚的信中稱：「如果有人因為過度學習而危害他在牛津的健康，那絕對是他自己的錯，因為我們在這裡唯一要做的就是每天祈禱兩次，每週上兩堂課」。然而諷刺的是由於牛津大學教師們的懶散，斯密多了很多時間可以讀書與自學，反而因為過於勤奮而生病 。正是在這段時間內，他閱讀了休謨的《人性論》，並因此受到當地神職人員的訓斥。在牛津的學習也使得斯密習得了標準的英語口音。
牛津大學除了教學品質不佳之外，斯密及其他貝利奧爾學院的蘇格蘭的學生們還受到校方不友善的對待，領斯內爾獎學金的學生們（包括亞當·斯密）試圖和校方抗議，然而未果。1745年發生的詹姆士黨人叛亂更加深了不同派系學生之間的敵意。斯密最後沒有選擇神職的道路，在1746年離開了牛津大學。斯內爾獎學金旨在培養蘇格蘭牧師，按照該獎學金的條件，斯密本來應該因為拒絕擔任神職而需繳納罰款，然而處罰並未執行。

### 教學生涯與《道德情操論》
回到蘇格蘭之後，斯密有一兩年的時間找不到工作。直到1748年，他才在凱姆斯勳爵，亨利·霍姆的安排下開始於愛丁堡演講授課。講座最初是針對語言、修辭學和英國文學，但後來也加入了自然哲學及法理学。他也開始研究經濟學，並在講座上宣揚自由貿易學說，後來他將這些理論寫入《国民财富的性质和原因的研究》，也就是《國富論》一書裡。
大約在這些講座開辦期間，他認識了比他年長十二歲的大卫·休谟，由於兩人的興趣和哲學立場相近，他們很快成為親密的好友。斯密還認識了一些後來成為蘇格蘭啟蒙運動推手的人物：除了原本就是他的鄰居的詹姆斯·奧斯華之外，他還結識了休·布萊爾、亞歷山大·韋德伯恩、威廉·約翰斯通以及未來將會成為他的學生與同事的約翰·米勒。
斯密透過這些講座建立了知名度，他在1751年獲任命為格拉斯哥大學的逻辑学教授，並在1752年改任道德哲學的教授。他後來稱在格拉斯哥擔任教職的十三年是他的生命中「收穫最大、最幸福也最光榮的一段時期」。他的講課內容主要包含四個部分，分別是自然神學（Natural Theology）、伦理学、法理学和政治经济学，許多講課內容也在未來發展成為他的著作：倫理學的講座體現在《道德情操論》裡，政治經濟學與部分的法理學則發展成後來的《國富論》。這段時期的法理學講課內容可以由他的學生於1762及1763年所抄錄的授課筆記得知。
在格拉斯哥擔任教職的期間，亞當·斯密先後和醫生威廉·卡倫與醫生兼化學家約瑟夫·布雷克成為同事並建立了一生的友誼。另外，由於商業的發展和交通的改善，1760年代從格拉斯哥乘坐公共馬車到愛丁堡，大約只需要一天半的時間，因此他也會在空暇時間參與愛丁堡的學術與公共事務。例如在這段期間內他加入了不少愛丁堡的哲學社團（愛丁堡哲學學會（Philosophical Society of Edinburgh）、菁英協會和撥火棍俱樂部等）。1755到1756年時他還參與了撰寫愛丁堡評論，並在致編輯的信中向英語讀者們介紹了法國新出版的百科全書以及讓-雅克·盧梭的〈論人類不平等的起源與基礎〉。透過這些協會，斯密認識了更多蘇格蘭啟蒙運動的盟友，如威廉·羅伯遜和亞當·福格森等人。
1759年斯密出版了《道德情操論》一書，具體化了部分他在格拉斯哥的授課內容。這本書甫一出版便大受歡迎，使斯密作為一名作家獲得了廣泛的名聲。
斯密流暢的、深具說服力且力求簡潔的論述相當突出，他的論述基礎既不是像沙夫茨伯里伯爵和哈奇森一般根基於特殊「良知」，也不是像休谟一般根基於效用和原始的功利主义；他的理論延續並擴展了休謨的同情理論，主要闡述了人類如何透過人性中同情共感（Sympathy）的機制，在與社會其他成員互動的過程中形塑自己的道德判斷（參見下文《道德情操論》一節以及《道德情操論》主條目）。

### 歐陸遊歷
到了1763年底，政治家查爾斯·湯申德提供斯密一份收入更為豐厚的工作機會，以每年薪資三百英鎊和資助旅費兩百英鎊附加未來每年都有三百英鎊年金的優渥條件，延聘斯密擔任他的繼子亨利·斯科特，也就是後來的巴克盧公爵的私人家教。斯密為此辭去了教授職位（他的職位由托马斯·里德接替），在1764年至1766年間和他的弟子一同遊覽歐洲，造訪圖盧茲、日內瓦和巴黎等地。在圖盧茲逗留期間，斯密寫信給休謨表示他因為日子太過無聊，「開始寫一本書來打發時間」。一般認為這就是《國富論》寫作的開始。
斯密在歐陸的沙龍裡受到熱烈的歡迎，他也在旅途過程中認識了許多菁英知識份子，例如在日內瓦見到他仰慕已久的伏爾泰，以及在巴黎結識杜爾哥、狄德羅、达朗贝尔、愛爾維修和霍爾巴赫等人。尤其重要的是弗朗索瓦·魁奈——重農主義學派的領導人，斯密極為尊重他的理論 。

### 《國富論》、晚年與紀念

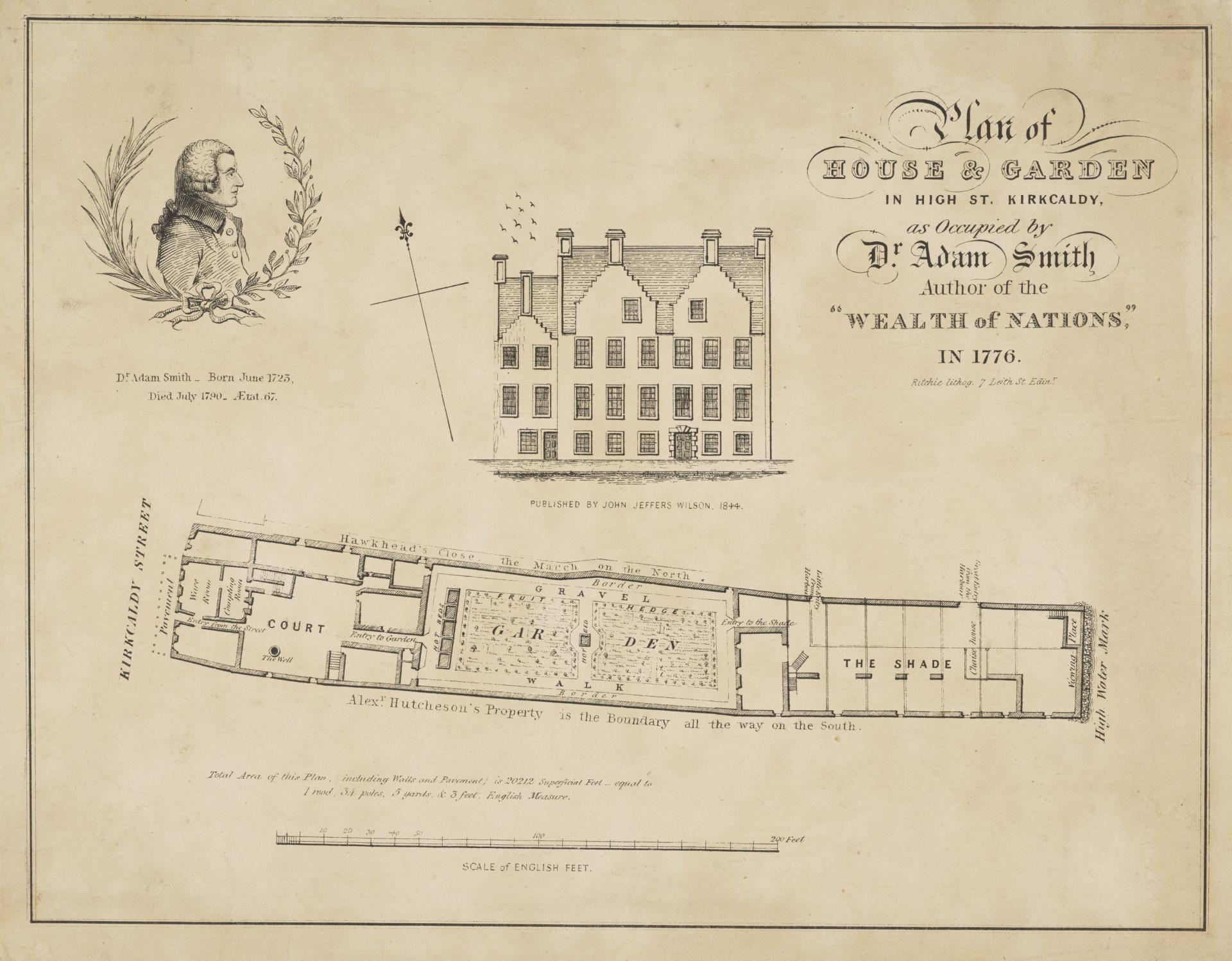
亞當·斯密在柯科迪的房屋平面圖，藏於蘇格蘭國立肖像美術館。

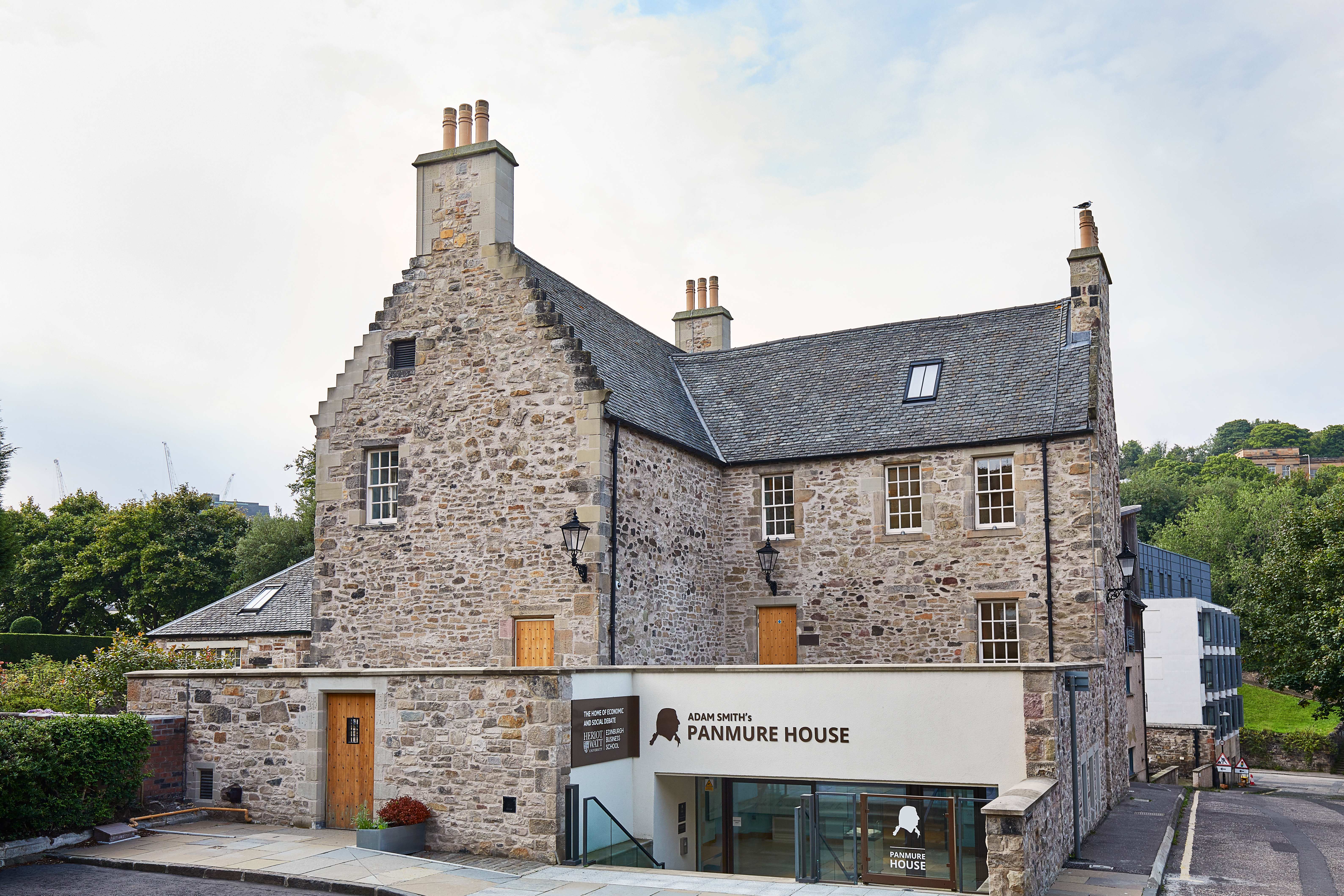
亞當·斯密在愛丁堡的住處，潘穆爾宅邸的外觀。

因為和他們同行的巴克盧公爵的弟弟患病驟逝，斯密和公爵不得不於1766年末護送遺體回國。他們在倫敦逗留了一段時間，斯密在這段時間內獲提名為英國皇家學會的院士，不過直到1773年才正式入選 。
1767年斯密回到故鄉柯科迪定居，並在接下來大約十年的時間裡專注於撰寫他的巨作——《国民财富的性质和原因的研究》，又稱為《國富論》。除了偶爾拜訪朋友外，他和休謨描述他這段期間內唯一的休閒活動就是獨自沿著海濱散步。斯密在1773年末前往倫敦安排《國富論》的出版事宜，在臨行前指定休謨擔任他的遺稿管理人。在倫敦生活期間，他於1775年加入了塞缪尔·约翰逊主持的文學俱樂部 。《國富論》在1776年出版後備受推崇 並且普遍流傳 ，斯密也隨之聲名大噪。
1778年斯密獲得了一份在蘇格蘭的海關關稅員（Customs Commissioner）職位，於是他和他的母親及表妹一同搬到愛丁堡的潘穆爾宅邸居住，他們經常在這間房屋內宴請友人和賓客。他還和兩位好友，約瑟夫·布雷克和地質學家詹姆斯·赫頓共同在愛丁堡創立了牡蠣俱樂部（Oyster Club）。1787年，他被選為格拉斯哥大學的名譽校長。
斯密在1790年7月17日於愛丁堡去世，葬於修士门教堂墓園（Canongate Kirkyard）。過世前一周他在和友人聚會時，對眾人說「我想我們不得不將這場會議推延到另一個地方舉辦了。」這被認為是他的遺言。在死後清點遺產時，人們發現他顯然秘密貢獻了相當大一部分的收入用作慈善用途。
斯密的遺囑執行人是他在蘇格蘭學界的兩名好友，約瑟夫·布雷克以及詹姆斯·赫頓。斯密留下了許多未發表的著作，他請求兩位好友銷毀了其中一部分自己認為不適合發表的著作。其餘的著作則在後來陸續發布，包括在1795年出版的《天文學歷史》（History of Astronomy），以及《哲學論文集》。
斯密的頭像被印在2007年3月13日发行的二十元英鎊的背面上。

## 個人生活與性格

### 信仰
由於斯密在宗教議題上極為謹慎，史家對他的信仰多有爭論。斯密的父親對於基督教有強烈興趣，母親也是虔誠的教徒。斯密本人在大學期間也曾接受斯內爾獎學金，前往英格蘭接受神學相關的教育，不過他最後並未如其他接受獎學金的同學們一樣選擇神職。儘管他在公開著作中對宗教採取了比休謨更溫和的立場，認為宗教可以為得不到他人同情的人們提供情感上的安慰，然而由斯密對伏爾泰的景仰以及與休謨的親近關係可以推斷，他的的信仰很有可能並不如父母一般堅定。

#### 休謨之死與〈致斯特拉漢的信〉
亞當·斯密的摯友，知名的懷疑論者大衛·休謨於1776年8月過世。休謨在辭世前曾經拜託斯密在他身後替他出版《自然宗教對話錄》，而斯密為求自身的安寧以及擔心出版這部攻擊基督宗教的著作會對休謨過世後的聲譽遭成損害，拒絕了友人的請求。最後這部作品在1779年由休謨同名的姪子出版。
休謨過世後，斯密為他寫了一篇悼詞〈致斯特拉漢的信〉（Letter to William Strahan）。這篇悼文的形式是致兩人的共同出版商朋友威廉·斯特拉漢的一封信，其中描述了休謨面對死亡的平靜與愉悅心情，並宣稱休謨的智慧和德行都接近人類的典範。由於休謨生前在同時代人眼中是惡名昭彰的無神論者，因此這篇悼詞掀起了極大的爭議，斯密也因為在文中公開強調了自己和休謨的友誼而連帶受到批評。斯密後來埋怨這篇悼詞「為我帶來的辱罵，比我［在《國富論》中］攻擊整個大不列顛商業體系的炮火還要猛烈十倍。」事實上斯密在這篇悼詞中已經緩和了反宗教的語氣，他在私人信件中讚揚休謨面對死亡的平靜態度「勝過所有哭哭啼啼的基督徒」。

### 性格

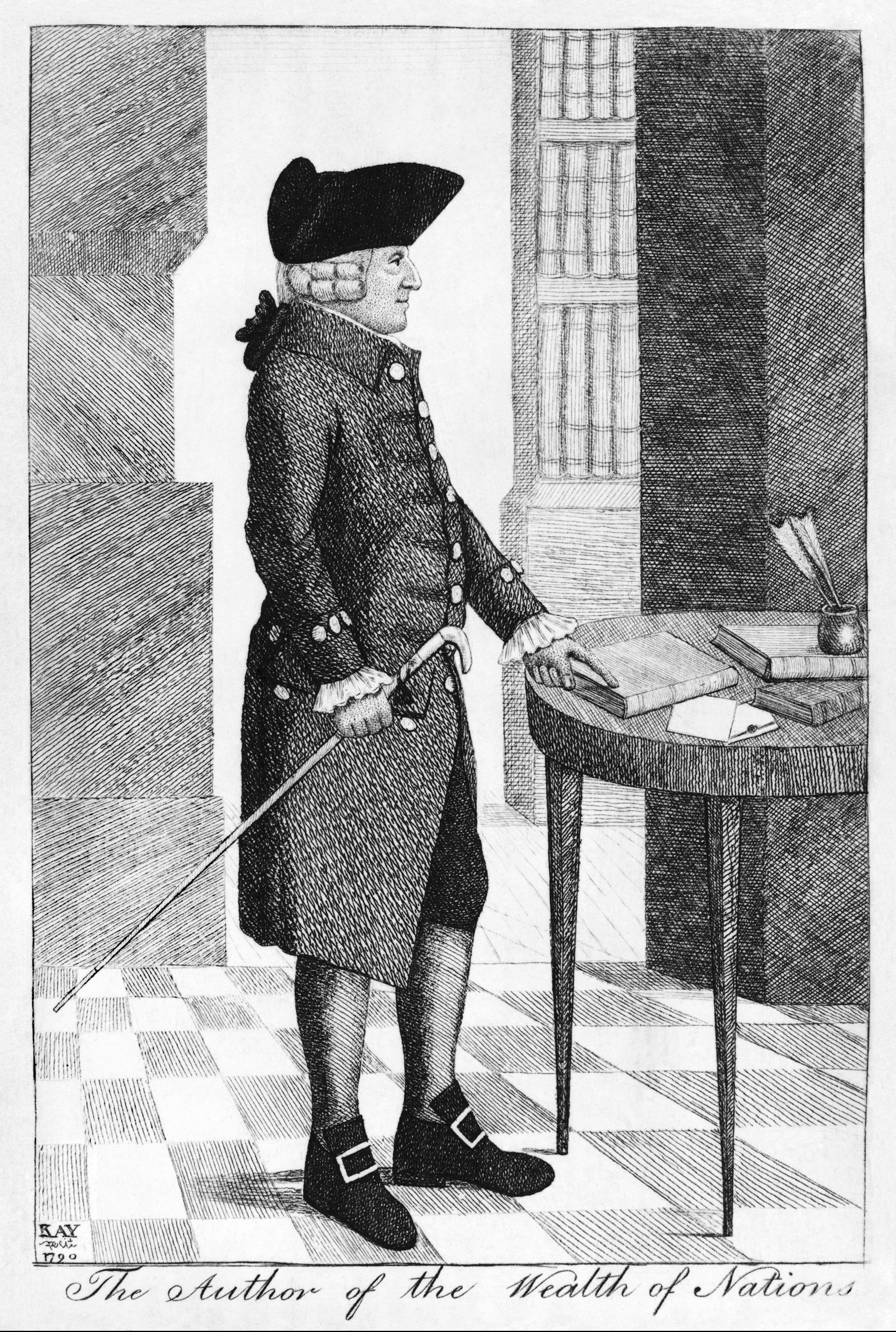
斯密的側面像，約翰·凱（漫畫家）繪

關於亞當·斯密個人生活的資訊非常稀少。他很注重個人隱私，因此在過世前把自己的大部份手稿銷毀 。他終身未婚，一生大部分時間都和母親同住。
在同時代人的記述中，經常把斯密描繪成一個心不在焉的人。他的好朋友休謨評論他的性格「懶惰又愛好獨處（Indolence and Love of
Solitude）」。他有自言自語的習慣，常常自顧自的面帶微笑 。有次斯密帶著湯申德參觀一家製革廠，因為太過於熱情討論勞動分工理論以至於沒注意到腳下，於是掉進了一個堆著動物毛皮廢棄物的坑裡，幸虧旁人搭救才得以脫困。另有軼事稱他曾經在吃早餐時把沾了奶油的麵包泡進茶壺裡而不自知，喝了一口茶之後還抱怨這是他一生喝過最難喝的茶 。還有一個傳聞是他某次起床後穿著晨袍走到了十五英里外的鄧弗姆林，直到教堂鐘聲響起才回神。
學生時代的疾病終生纏著斯密，他經常在書信中抱怨自己的健康狀況。他的醫生朋友威廉·卡倫則診斷他患有疑病症，這種疾病經常出現的症狀是長期的情緒低落和對健康的焦慮。斯密亦自承他擁有「抑鬱、悲觀的心思（melancholy and evil boding mind）」。

## 著作

### 道德情操論
斯密在《道德情操論》中提出了一種同情理論，即人們會經由觀察他人並看到他們對他人和自己形成的判斷，意識到自己以及他人如何看待他們的行為。由於人們會在意他人對自己的看法，因此他們透過感知（或想像）他人對自己的想法和判斷會激勵他們實現「情感上的相互同情」，並引導人們養成社會禮俗的行為習慣和道德原則，這些習慣和原則最終構成了良知。
斯密還特別批評了休謨的效用觀點，他認為哈奇森和休謨都承認的公共利益並不是人們據以判斷一個行為是否道德或符合正義的標準。

### 國富論

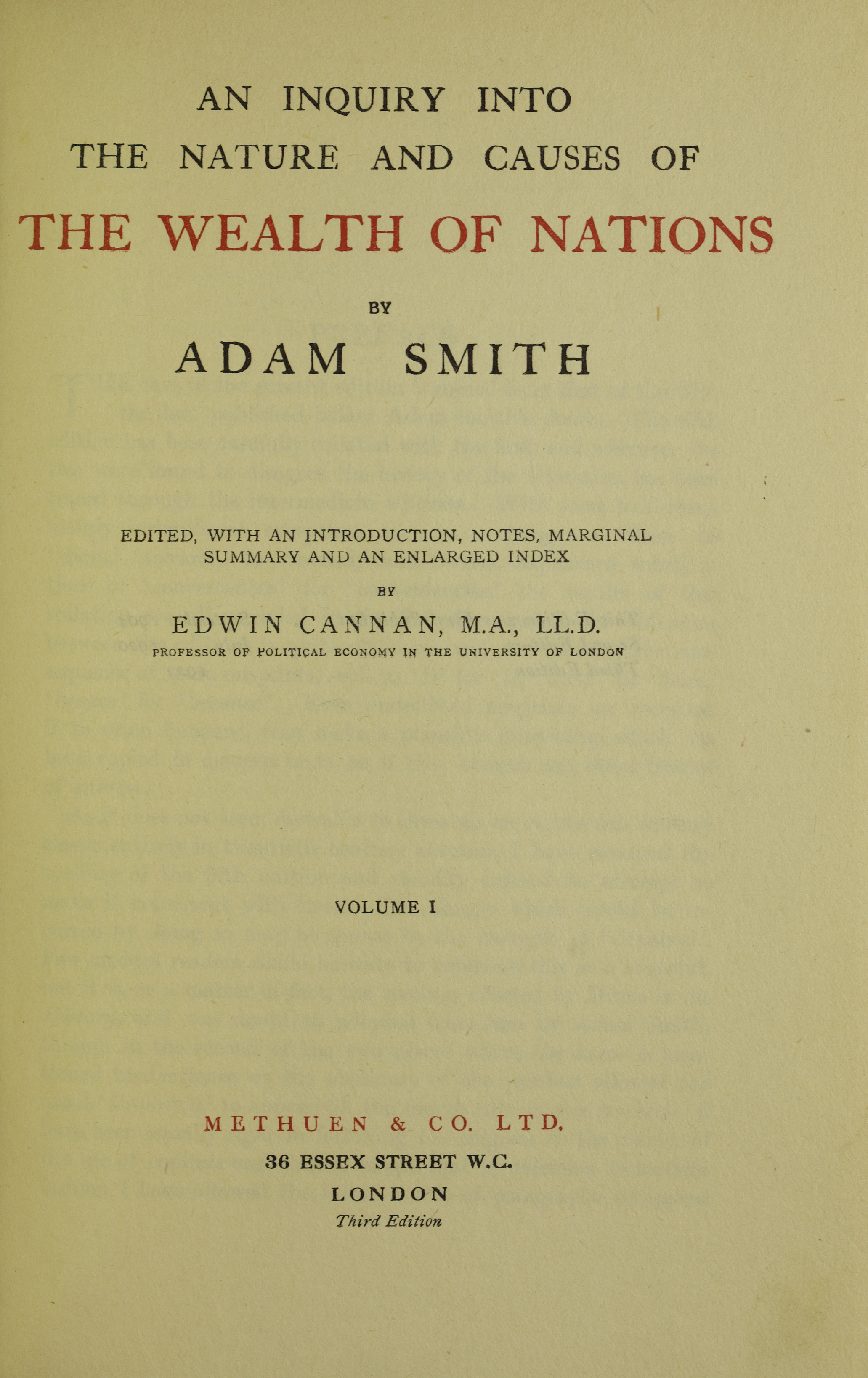
An Inquiry into the nature and causes of the wealth of nations (國富論), 1922

《國富論》一書是斯密最具影響力的著作，這本書對於經濟學領域的創立有極大貢獻，使經濟學成為一門獨立的學科。在西方世界，這本書甚至可以說是經濟學所發行過最具影響力的著作。國富論一書成為針對重商主义（認為大量儲備貴金屬是經濟成功所不可或缺的理論）最經典的反駁，在這本書於1776年出版後，英國和美國都出現了許多要求自由貿易的聲浪。這些聲浪還認為當時經濟的艱難和貧窮是因為美國獨立戰爭所造成的。不過，並非所有人都被說服相信了自由貿易的優點：英國政府和議會依然繼續維持重商主義多年。
國富論一書也否定了重農主義學派對於土地的重視，相反的，斯密認為勞動才是最重要的，而勞動分工將能大量的提升生產效率。國富論一書非常成功，事實上還導致許多早期學派的理論被拋棄，而後來的經濟學家如托马斯·罗伯特·马尔萨斯和大卫·李嘉图則專注於將斯密的理論整合為現在所稱的古典經濟學（現代經濟學由此衍生）。馬爾薩斯將斯密的理論進一步延伸至人口過剩上，而李嘉圖則提出了工資鐵律—認為人口過剩將導致工資連勉強糊口的層次都無法達成。斯密假設工資的增長會伴隨著生產的增長，這個觀點在今天看來則較為準確。
國富論一書的重點之一便是自由市場，自由市場表面看似混亂而毫無拘束，實際上卻是由一隻被稱為「看不見的手」所指引，將會引導市場生產出正確的產品數量和種類。舉例而言，如果產品發生短缺，產品的價格便會高漲，生產這種產品所能得到的利潤便會刺激其他人也加入生產，最後便消除了短缺。如果許多產品進入了市場，生產者之間的竞争將會增加，供給的增加會將產品的價格降低至接近產品的生產成本。即使產品的利潤接近於零，生產產品和服務的利潤刺激也不會消失，因為產品的所有成本也包括了生產者的薪水在內。如果價格降低至零利潤後仍繼續下跌，生產者將會脫離市場；如果價格高於零利潤，生產者將會進入市場。斯密認為人的動機都是自私而貪婪的，自由市場的競爭將能利用這樣的人性來降低價格，進而造福整個社會，而提供更多產品和服務仍具有利潤的刺激。不過，斯密也對商人保持戒心，並且反對垄断的形成。
斯密也大力批評過時的政府管制，他認為那些管制將會阻撓產業的擴展。事實上，斯密反對絕大多數政府管制經濟的行為，包括关税在內，他認為關稅最終將導致長期的效率低落以及價格的居高不下。這個理論在今天被稱為「自由放任」，代表「讓他做、讓他去、讓他走」，這個理論後來影響了政府的立法，尤其是在19世紀裡。在國富論一書裡最知名也最常被後人引用的兩句話是：
我們不能藉著向肉販、啤酒商、或麵包師傅訴諸兄弟之情而獲得免費的晚餐，相反的我們必須訴諸於他們自身的利益。我們填飽肚子的方式，並非訴諸於他們的慈善之心，而是訴諸於他們的自私。我們不會向他們訴諸我們的處境為何，相反的我們會訴諸於他們的獲利。
因此，由於每個個人都會盡力把他的資本用以支持並管理國內的產業，這些產業的生產於是便能達到最大的價值；每個個人也必然竭力的使社會的年收入盡量擴大。確實，他通常並沒有打算要促進公共的利益，也不知道他自己促進了這種利益至何種程度。由於寧願支持國內的產業而非國外的產業，他只是盤算著他自己的安全；他管理產業的方式在於使其生產的價值能夠最大化，他所盤算的也只是他自己的利益。在這些常見的情況下，經過一雙看不見的手的引導，他也同時促進了他原先無意達成的目標。並非出自本意並不代表就對社會有害。藉由追求他個人的利益，往往也使他更為有效地促進了這個社會的利益，而超出他原先的意料之外。我從來沒有聽說過有多少好事是由那些佯裝增進公共利益而干預貿易的人所達成的。
亞當·斯密的《國富論》被後世的經濟學家認定是古典經濟學的開端。

### 其他作品
在斯密死後不久，他遺留的手稿幾乎全都銷毀了。在他生前最後一年裡他似乎计划撰寫兩篇主要的論文，一篇是有關法律的理論和歷史，一篇則是和藝術與科學有關。在死後才出版的《哲學論文集》所收錄的可能是後一篇論文的部分。

## 「亞當·斯密問題」
對於亞當斯密在強調“同情”的《道德情操論》與強調“私利”的《國富論》兩書間是否存在矛盾一直有很大爭論。經濟學家约瑟夫·熊彼特稱這為「亞當斯密問題」（das 'Adam Smith-Problem）。在道德情操論一書裡，斯密似乎強調人類在慈善動機下的意圖與行為的同步性，而在國富論裡這則被分裂為「看不見的手」，亞當斯密宣稱，在資本主義體制裡，個人依照他們自己的利益行動時也會提升共同體的利益。於是這便解除了私利的矛盾，他也多次指出對於利己和人類動機的狹窄定義所可能引發的矛盾。不過這並不表示斯密的道德情操論一書否定了私利的重要性，他寫道：
因此，物種自我保衛和繁殖的機能架構，似乎是自然界給予所有動物的既定目標。人類具有嚮往這些目標的天性，而且也厭惡相反的東西；人類喜愛生命、恐懼死亡、盼望物種的延續和永恆、恐懼其物種的完全滅絕。雖然我們是如此強烈的嚮往這些目標，但它並沒有被交給我們那遲緩而不可靠的理性來決定，相反的，自然界指導我們運用原始而迅速的天性來決定實現這些目標的方式。飢餓、口渴、尋求異性的情慾、愛情的快樂、和對於痛苦的恐懼，都促使我們運用這些手段來達成其本身的目的，這些行動都將實現我們原先所未料想到的結果—偉大的自然界所設定的善良目標。
亞當斯密本人並不認為這兩者存在矛盾，在國富論一書出版後，他又發行了經過稍微修正的道德情操論版本。他或許認為道德情操和私利最終都將達成相同的目標。

## 影響
《國富論》一書成為了第一本試圖闡述歐洲產業增長和商業發展歷史的著作，也成為了開展現代經濟學科的先驅。它也提供了資本主義和自由貿易最為重要的論述基礎之一，極大的影響了後代的經濟學家。
《國富論》一書的原始版本則存在一些爭議，一些人主張書中的內容曾被竄改的較為溫和，以符合當時某些思想家如大卫·休谟和孟德斯鳩的既定理論。的確，許多斯密的理論都只簡單地描述歷史的走向將會遠離重商主義並朝向自由貿易，而當時這種走向早已發展了數十年，並且已對政府政策有極大影響。無論如何，斯密的作品廣泛地組織了他們的理論，因此至今仍是經濟學界最為重要而最具影響力的書籍之一。

## 作品列表

### 書籍
- 《道德情操論》（1759）
- 《國富論》（1776）

### 論文集
- 《哲學論文集》（在死後於1795年出版）

### 文章
- 〈致《愛丁堡評論》作者們的信〉（1756）
- 〈致斯特拉漢的信〉（1776）：為好友大卫·休谟所做的悼詞。

## 外部連結
生平資料
- 亞當·斯密在Library of Economics and Liberty中的傳記（页面存档备份，存于）
- 亞當·斯密在愛丁堡的住處，潘穆爾宅邸（Panmure House）官網 （页面存档备份，存于）
- 在Find a Grave官網 （页面存档备份，存于）上的亞當·斯密墓碑 （页面存档备份，存于）
- 由約翰·雷（John Rae）撰寫的《亞當·斯密的生平（Life of Adam Smith）》，公認為十九世紀最好的斯密傳記。電子化文本可以參見Library of Economics and Liberty（页面存档备份，存于）以及自由基金（Liberty Fund）網站 （页面存档备份，存于）

作品
- 亚当·斯密的作品  - 古騰堡計劃
- 亞當·斯密作品網站 （页面存档备份，存于），由自由基金（Liberty Fund）建立
- 道德情操論（页面存档备份，存于）和國富論 （页面存档备份，存于），來自Library of Economics and Liberty（页面存档备份，存于）（页面存档备份，存于）
- Online Library of Liberty網站 （页面存档备份，存于）中的亞當·斯密著作 （页面存档备份，存于）